# Кю (Австралия)
Вижте пояснителната страница за други значения на Кю.
Кю (на английски: Kew) е селище в Югоизточна Австралия, в местната администрация на Борундара в щата Виктория.
Кю е едно от предградията на Мелбърн, разположено на левия бряг на река Яра на 6 km източно от центъра на града. Възникнало в средата на 19 век, днес то е един от най-скъпите жилищни райони в околностите на Мелбърн. Населението му е около 23 900 души (2011).

## Известни личности
Починали в Кю
- Стенли Севидж (1890-1954), офицер